# Salix heishuiensis
Salix heishuiensis — вид квіткових рослин із родини вербових (Salicaceae).

## Морфологічна характеристика
Це кущ до 4 метрів заввишки. Однорічні гілочки ± волосисті; молоді гілочки тонкі, сіро-повстяні. Листкова ніжка тонка, 2–5 мм, волосиста, дрібно залозиста; листкова пластинка від вузько-ланцетної до вузько-видовженої, ≈ 45 × 10 мм, абаксіально (низ) щільно притиснуто запушена, рідше менш густо запушена, адаксіально спочатку запушена, потім гола, край цільний або нечітко залозисто-зубчастий, верхівка тупа чи гостра. Чоловічі сережки 10–15 × ≈ 3 мм. Плодова сережка ≈ 25 × 7 мм. Коробочка 2.5–3 мм.

## Середовище проживання
Сичуань. Населяє гори; на висотах 3200–4100 метрів.